# Onamia
Onamia ist eine Kleinstadt (mit dem Status „City“) im Mille Lacs County im US-amerikanischen Bundesstaat Minnesota. Im Jahr 2010 hatte Onamia 878 Einwohner.
In Onamia befindet sich die Verwaltung der Mille Lacs Indian Reservation der Anishinabe (Ojibwa).

## Geografie
Onamia liegt im nordöstlichen Zentrum Minnesotas am Südufer des Lake Onamia und am Ostufer von dessen Abfluss, dem Rum River. Der Ort erstreckt sich über eine Fläche von 2,3 km².
Der U.S. Highway 169 und die Minnesota State Route 27 treffen in Onamia zusammen.

## Demografische Daten
Nach der Volkszählung im Jahr 2010 lebten in Onamia 878 Menschen in 349 Haushalten. Die Bevölkerungsdichte betrug 381,7 Einwohner pro Quadratkilometer. In den 349 Haushalten lebten statistisch je 2,07 Personen.
Ethnisch betrachtet setzte sich die Bevölkerung zusammen aus 83,0 % Weißen, 2,3 % Afroamerikanern, 9,9 % amerikanischen Ureinwohnern, 0,7 % Asiaten sowie 0,3 % aus anderen ethnischen Gruppen; 3,8 % stammten von zwei oder mehr Ethnien ab. Unabhängig von der ethnischen Zugehörigkeit waren 1,7 % der Bevölkerung spanischer oder lateinamerikanischer Abstammung.
28,0 % der Bevölkerung waren unter 18 Jahre alt, 47,3 % waren zwischen 18 und 64 und 24,7 % waren 65 Jahre oder älter. 46,6 % der Bevölkerung war weiblich.
Das mittlere jährliche Einkommen eines Haushalts lag bei 22.025 USD. Das Pro-Kopf-Einkommen betrug 14.335 USD. 41,4 % der Einwohner lebten unterhalb der Armutsgrenze.